# Sovereign Syre
Pour les articles homonymes, voir Sovereign et Syre.
Sovereign Syre, née le 4 juillet 1986 à La Nouvelle-Orléans en Louisiane, est une actrice pornographique américaine.

## Biographie
Sovereign Syre tourne principalement des scènes lesbiennes mais pas uniquement, bien qu'elle soit ouvertement homosexuelle, comme elle le précise régulièrement sur son compte Twitter.

## Filmographie partielle
Le nom du film est suivi du nom de ses partenaires lors des scènes pornographiques.
- 2011 : Lesbian Slumber Party avec Dani Daniels
- 2011 : Lesbian Sorority avec Sinn Sage
- 2012 : Lesbian Adventures: Strap-On Specialists 05 avec Kristina Rose
- 2012 : Lesbian Office Seductions 7 avec Dana Vespoli
- 2013 : Cheer Squad Sleepovers 5 avec Sadie Holmes
- 2013 : Girls Kissing Girls 12 avec Alyssa Reece
- 2013 : Women Seeking Women 94 avec Aaliyah Love
- 2014 : Girls Kissing Girls 16 avec India Summer
- 2014 : Lesbian Adventures: Older Women, Younger Girls 4 avec Riley Reid
- 2014 : Lesbian Seductions: Older/Younger 48 avec Sandy Sweet
- 2014 : Road Queen 28 avec Randy Moore
- 2014 : Road Queen 31 avec Carter Cruise
- 2014 : Women Seeking Women 112 avec Magdalene St. Michaels
- 2015 : Lesbian Adventures: Strap-On Specialists 08 avec Ashlyn Molloy
- 2015 : Lesbian Librarians avec Sara Luvv
- 2016 : Lesbian Adventures: Older Women, Younger Girls 10 avec Sarah Banks
- 2016 : Lesbian Stepmother 2 avec Cherie DeVille
- 2017 : Girls Kissing Girls 20 avec Lea Lexis
- 2017 : Lesbian Obsessions 2 avec Veronica Avluv
- 2018 : Lesbian Sex 19 avec Ana Foxxx
- 2018 : My Girlfriend's Girlfriend avec Penny Pax et Tia Kai